# La Carrera (León)
La Carrera es una localidad del municipio leonés de Villaobispo de Otero, en la Comunidad Autónoma de Castilla y León. Se encuentra en el valle del río Tuerto.
La iglesia está advocada a Nuestra Señora de la Expectación.

## Localidades limítrofes
Confina con las siguientes localidades:
- Al norte con Fontoria de Cepeda.
- Al sur con Sopeña de Carneros.
- Al suroeste con Villaobispo de Otero.
- Al oeste con Otero de Escarpizo.

## Demografía
Evolución de la población
| Gráfica de evolución demográfica de La Carrera entre 2000 y 2017   |
|                                                                    |
| Población de derecho (2000-2017) según el padrón municipal del INE |

## Historia
Así se describe a La Carrera en el tomo V del Diccionario geográfico-estadístico-histórico de España y sus posesiones de Ultramar, obra impulsada por Pascual Madoz a mediados del siglo XIX:

Lugar en la provincia de León, partido judicial y diócesis de Astorga, audiencia territorial y capitanía general de Valladolid, ayuntamiento de Otero de Escarpizo; Situado en llano a la margen izquierda del río Tuerto, con libre ventilación y clima saludable. Tiene 34 casas, iglesia anejo de Otero (Santa María) servida por un coadjutor, y buenas aguas para el consumo del vecindario. Confina N Fontoria; ES Villaobispo, y SO la matriz. El terreno es pedregoso y de regadío, beneficio que proporcionan las aguas del indicado Tuerto. Pasa por el pueblo la carretera que dirige a León y Astorga, de cuyo último punto recibe la correspondencia. Producciones: granos, legumbres, lino, hortalizas y pastos; cría algún ganado, caza y pesca. Industria: varios telares de paños y lienzos del país. Población: 30 vecinos, 126 almas. Contribución: con el ayuntamiento.
Diccionario geográfico-estadístico-histórico de España y sus posesiones de Ultramar